# 昭倫寺
昭倫寺（しょうりんじ）は、東京都杉並区和田に所在する日蓮正宗の寺院。山号は本妙山（ほんみょうさん）。

## 起源と歴史
- 1931年（昭和6年）6月- 堀米泰栄（後の日蓮正宗総本山第65世日淳）が総本山第60世日開に中野教会の設立を願い出る。7月5日 - 総本山より設立が認可され、日開より歓喜寮の寺号を賜る。当時の信徒であった橋本均一氏の所有する別邸を寺院としてご供養したのが始まり。堀米泰栄は歓喜寮の開基・初代住職となる。
- 1937年（昭和12年）1月28日 - 東京府知事より日蓮正宗中野教会として認可される。
- 1947年（昭和22年）8月24日 - 当時19歳の池田大作（後の創価学会会長）がここで日蓮正宗に入信する。
- 1949年（昭和24年）4月 - 堀米泰栄が能化に昇進し、信乗院日淳と名乗る。
- 1950年（昭和25年）9月 - 日淳の常泉寺住職としての赴任に伴い、第2代住職として手塚寛道（正信会問題のため昭和59年9月8日除歴）が赴任する。
- 1962年（昭和37年）4月24日 - 山号寺号が公称され「本妙山 昭倫寺」となる。（倫理道徳を昭（あき）らかにする寺=昭倫寺）
- 1971年（昭和46年）5月1日 - 山田容済が第3代住職として赴任する。
- 1980年（昭和55年）10月25日 - 総本山第67世日顕のもと新築落慶入仏法要が行われる。
- 1983年（昭和58年）11月9日 - 野村淳信が第4代住職として赴任。

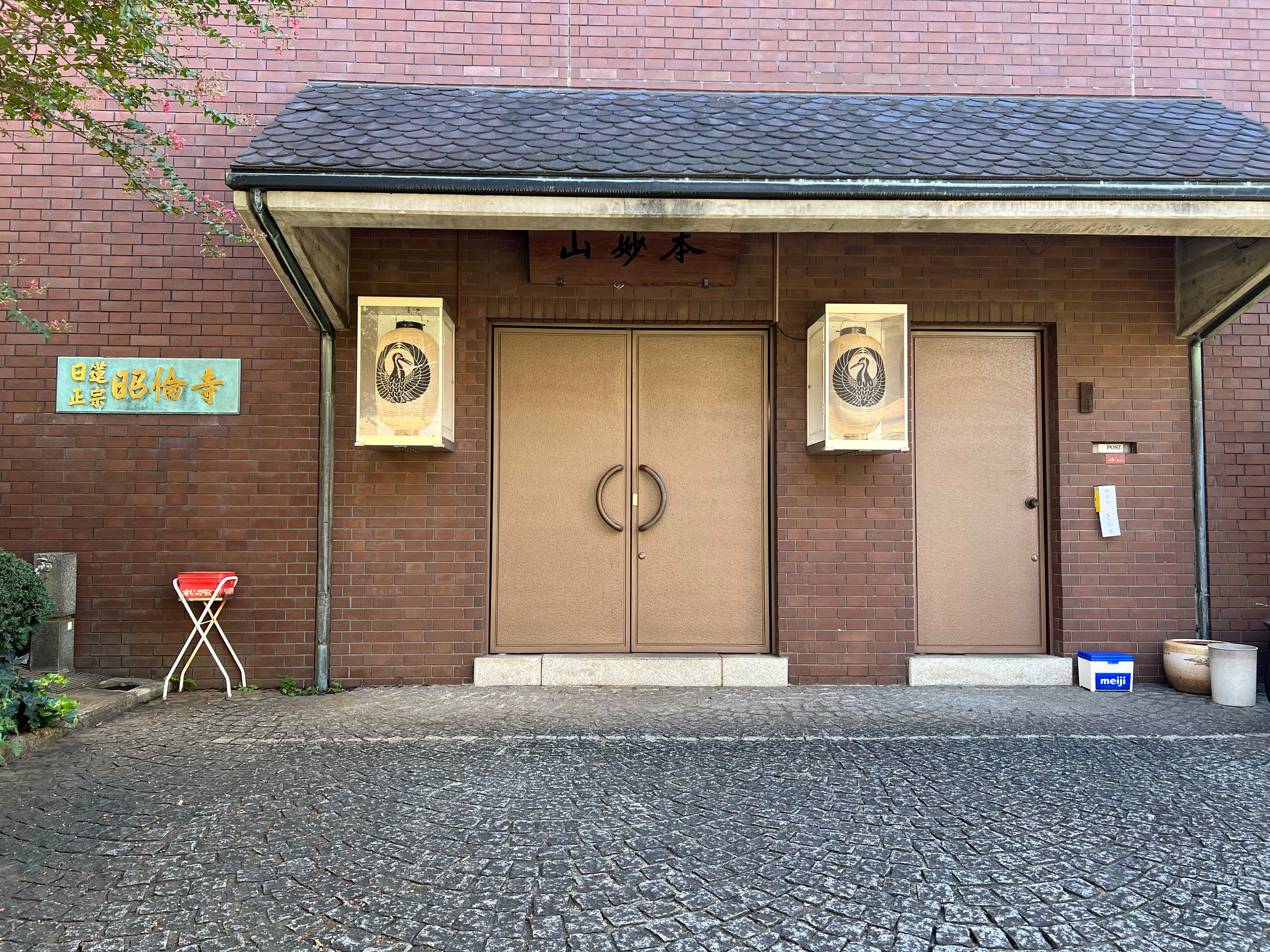
正面入口

## 所在地
- 東京都杉並区和田1丁目34-22

## 寺院周辺
- 救心製薬本社
- 女子美術大学
- 救世軍ブース記念病院

## 交通アクセス
- 東京メトロ丸ノ内線中野富士見町駅から徒歩7分